# Under dubbelörnen
Under dubbelörnen (tyska:Unter dem Doppeladler), även benämnd General-Lindler-Marsch, är en österrikisk marsch skriven av Josef Franz Wagner. 

## Användning
Marschen skrevs 1902 och är Wagners mest kända. Den var också regementesmarsch för det andra österrikiska artilleriregementet tills detta lades ned 2007. Under dubbelörnen var också marsch för den svenska 1. kavalleribrigaden, senare 8. motorbrigaden under beredskapen.

## Namn
Titeln är en hänvisning till dubbelörnen i Österrike-Ungerns riksvapen.